# Großwelzheim
Großwelzheim ist ein Gemeindeteil der Gemeinde Karlstein am Main im unterfränkischen Landkreis Aschaffenburg in Bayern.

## Geographie
In der Gemarkung von Großwelzheim befindet sich der westlichste Punkt des Bundeslandes Bayern. Großwelzheim hat 4322 Einwohner. Der topographisch höchste Punkt der Dorfgemarkung befindet sich an der Kipp mit 130 m ü. NHN, der niedrigste liegt im Main auf 101,7 m ü. NHN.
Ein Teil von Großwelzheim befindet sich außerhalb des geschlossenen Dorfes. Einige Häuser am südwestlichen Ortsrand von Kahl am Main stehen auf der Gemarkung von Großwelzheim.

### Nachbargemarkungen
Folgende Gemarkungen grenzen an das Ortsgebiet von Großwelzheim:
|              | Kahl am Main                                |                   |
| Seligenstadt | Kompassrose, die auf Nachbargemeinden zeigt | Hörstein          |
|              | Klein-Welzheim                              | Dettingen am Main |

## Name

### Etymologie
Der Ortsname hat die für einen in fränkischer Zeit gegründeten Ort typische Endung auf -heim. Der Name leitet sich vom Namen des Maingaugrafen Walah ab. Im Volksmund wird der Ort „Welsem“ genannt.

### Frühere Schreibweisen
Frühere Schreibweisen des Ortes aus diversen historischen Karten und Urkunden:
| - 772 Walinesheim - 1292 Wellensheym - 1312 Wellnsheim | - 1394 Welßheimb - 1562 Welshain - 1592 Walsem im Freigericht - 1750 Welzheim |

## Geschichte

### Urgeschichte
Archäologisch ist ein fränkisches Gräberfeld aus der Völkerwanderungszeit nachgewiesen.

### Mittelalter
Die älteste erhaltene Erwähnung von Großwelzheim findet sich im Lorscher Codex in einer Urkunde aus dem Jahr 772, die eine Schenkung an das Kloster Lorsch festhält. Eine weitere Schenkung datiert aus dem Jahr 786. Es wurde allerdings noch nicht zwischen Groß- und Klein-Welzheim unterschieden. Damals hieß der Ort Walinesheim.
Großwelzheim gehörte zum Gericht Hörstein, das wiederum Teil des Freigerichts Alzenau war. Das Freigericht war zwar reichsunmittelbar, aber das Reich verpfändete oder vergab das Gebiet immer wieder. So wechselten die Landesherren, zu denen die Herren und späteren Grafen von Hanau, die Herren von Randenburg und die Herren von Eppstein zählten.

### Neuzeit
Im Jahr 1500 belehnte der römisch-deutsche König Maximilian I. den Erzbischof von Mainz und den Grafen von Hanau-Münzenberg gemeinsamen mit dem Freigericht, das sie nun als Kondominat verwalteten. Da im Freigericht auch zur Zeit des Kondominats die kirchliche Jurisdiktion bei den Erzbischöfen von Mainz verblieb, konnte sich die Reformation – im Gegensatz zur Grafschaft Hanau-Münzenberg – hier nicht durchsetzen. Großwelzheim blieb römisch-katholisch.
Von 1601 bis 1605 fand im Freigericht Alzenau eine große Hexenverfolgung statt. In deren Folge wurden 4 Frauen aus Großwelzheim auf dem Scheiterhaufen lebendig verbrannt.
Als Graf Johann Reinhard III. 1736 als letzter männlicher Vertreter des Hauses Hanau starb, war dessen Erbe hinsichtlich der Grafschaft Hanau-Münzenberg aufgrund eines Erbvertrages der Landgraf von Hessen-Kassel. Ob das Erbe sich auch auf den Hanauer Anteil an dem Kondominat erstreckte, war in den folgenden Jahren zwischen Kurmainz und Hessen-Kassel heftig umstritten. Der Streit endete in einem Kompromiss, dem „Partifikationsrezess“ von 1740, der eine Realteilung des Kondominats vorsah. Es dauerte allerdings bis 1748, bis der Vertrag umgesetzt war. Großwelzheim fiel dabei an Kurmainz.
Der Reichsdeputationshauptschluss des Jahres 1803 schlug das Gericht Hörstein der Landgrafschaft Hessen-Darmstadt (ab 1806: Großherzogtum Hessen) zu, die es aber nur 13 Jahre behielt. Im Jahr 1816 trat das Großherzogtum das Amt an das Königreich Bayern ab. Seitdem ist Großwelzheim bayrisch.
Die Gemeinde Großwelzheim gehörte zum Bezirksamt Alzenau, das am 1. Juli 1862 gebildet wurde. Dieses wurde am 1. Januar 1939 zum Landkreis Alzenau in Unterfranken. Mit dessen Auflösung kam Großwelzheim am 1. Juli 1972 in den neu gebildeten Landkreis Aschaffenburg.
Am 1. Juli 1975 wurde Großwelzheim im Zuge der Gebietsreform in Bayern mit Dettingen am Main zur neuen Gemeinde Karlstein am Main vereinigt.

### Kerntechnische Anlagen
Am 13. November 1960 ging das Kernkraftwerk Kahl, das aber vollständig auf Großwelzheimer Gemarkung liegt, als erstes deutsches Kernkraftwerk in Betrieb; die Nachbargemeinde Kahl am Main stand lediglich bei der Namensgebung Pate. Die Anlage wurde am 25. November 1985 – nach 25-jähriger Betriebszeit – stillgelegt. 1988 begann der Rückbau, der erst 2010 – nach ebenfalls 25 Jahren – abgeschlossen werden konnte. Auf demselben Gelände befand sich auch der seit 1998 vollständig zurückgebaute Heißdampfreaktor Großwelzheim, das kombinierte Öl-/Kohlekraftwerk Dettingen, sowie der Forschungsreaktor Karlstein mit zwei kleineren Forschungsreaktoren. Die enge Verbindung der Gemeinde zu den kerntechnischen Anlagen fand im Atomsymbol im Gemeindewappen ihren Ausdruck.

## Infrastruktur
In Großwelzheim befinden sich
- der Kindergarten „Villa Kunterbunt“.[11]
- eine staatliche Hauptschule (Waldschule Großwelzheim).[12][13]
- das Naherholungsgebiet Großwelzheimer Badesee, eine Kiesgrube und Teil der Kahler Seenplatte.